# ZWEI (software)
ZWEI (ZWEI Was EINE Initially) è un editor di testo basato su Emacs. Ispirato al progetto EINE (EINE Is Not Emacs) di Daniel L. Weinreb, ZWEI è scritto in Lisp. I nomi dei due software, oltre ad essere acronimi ricorsivi, significano rispettivamente uno e due in tedesco.